# Rum (Szombathely)
Rum es un pueblo ubicado en el distrito de Szombathely, condado de Vas, Hungría.

## Superficie
Posee una superficie de 16,85 kilómetros cuadrados.

## Demografía
Hasta 2022 la población era de 1191 habitantes, con una densidad de población de 70,68 habitantes por kilómetro cuadrado.